# Berkut
Le Berkut, Berkhout o  Berkout (in lingua ucraina; Бе́ркут, « Aquile d'oro »), sono ex unità della polizia antisommossa ucraina. Create nel 1992, erano composte da circa 5.000 uomini. Inizialmente specializzate nella lotta al crimine organizzato, con il tempo le Berkut sono diventate una forza di gendarmeria impiegata dalla Militia ucraina di pubblica sicurezza, operando in un regime semiautonomo a livello locale o regionale; il termine quindi venne utilizzato per ogni unità speciale professionale della polizia in Ucraina. A seguito della rivoluzione ucraina del 2014, la Berkut fu accusata di aver condotto numerose attività illegali contro i cittadini ucraini, tra le quali estorsione, terrorismo, violenza fisica, tortura, opinioni anti-ucraine, atti intimidatori nei confronti dei votanti che non sostenevano i candidati di Viktor Janukovyč  e violenza contro i manifestanti che prendevano parte alle manifestazioni di Euromaidan e della rivoluzione arancione. Il nuovo governo eletto ritenne le Berkut responsabili della maggior parte delle centinaia di morti civili durante le manifestazioni. Il 25 febbraio 2014, il ministro dell'Interno Arsen Avakov ha firmato il decreto nº 144, che scioglieva queste unità speciali, e le rimpiazzava con la Guardia Nazionale Ucraina.

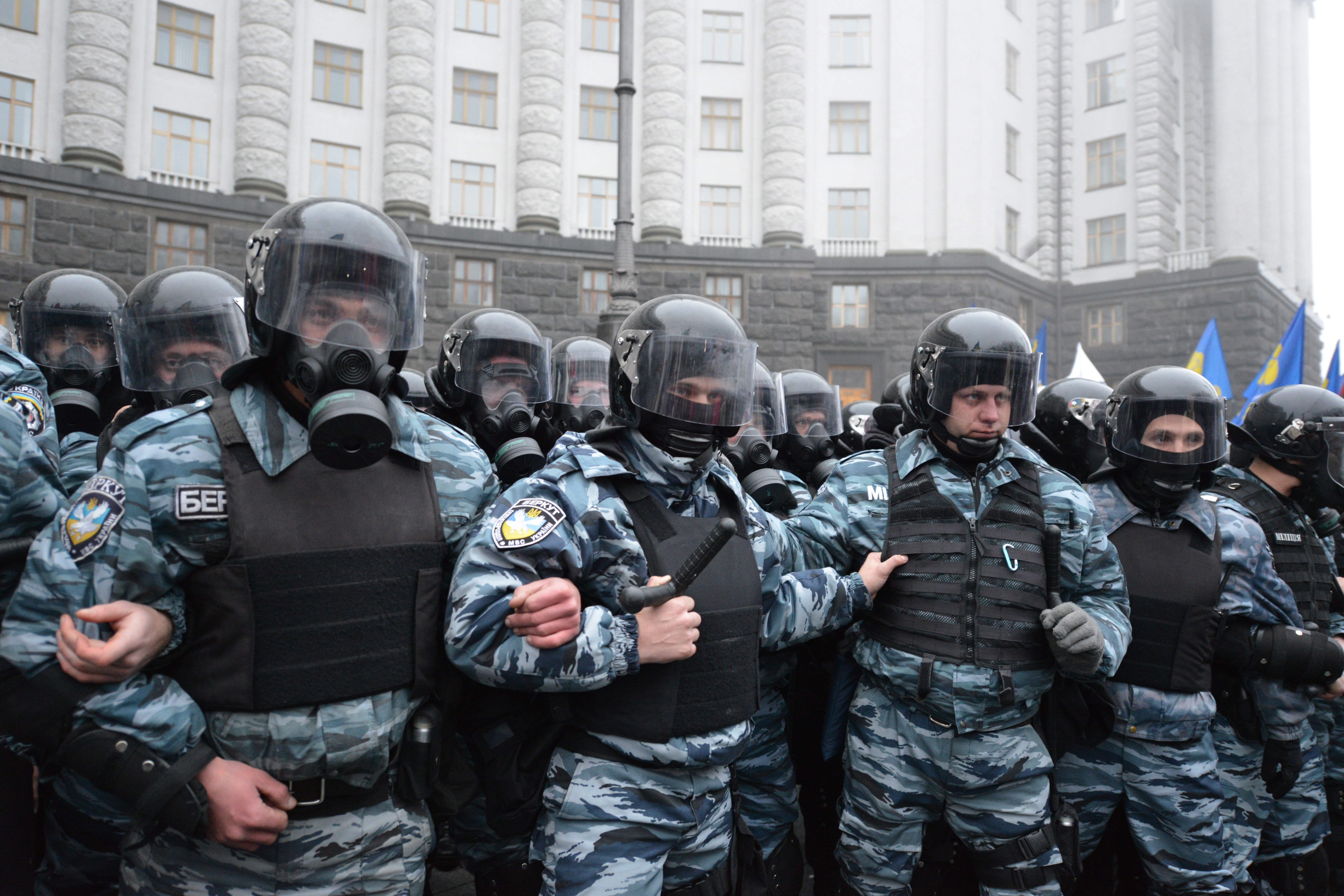
Berkut in tenuta antisommossa durante Euromaidan
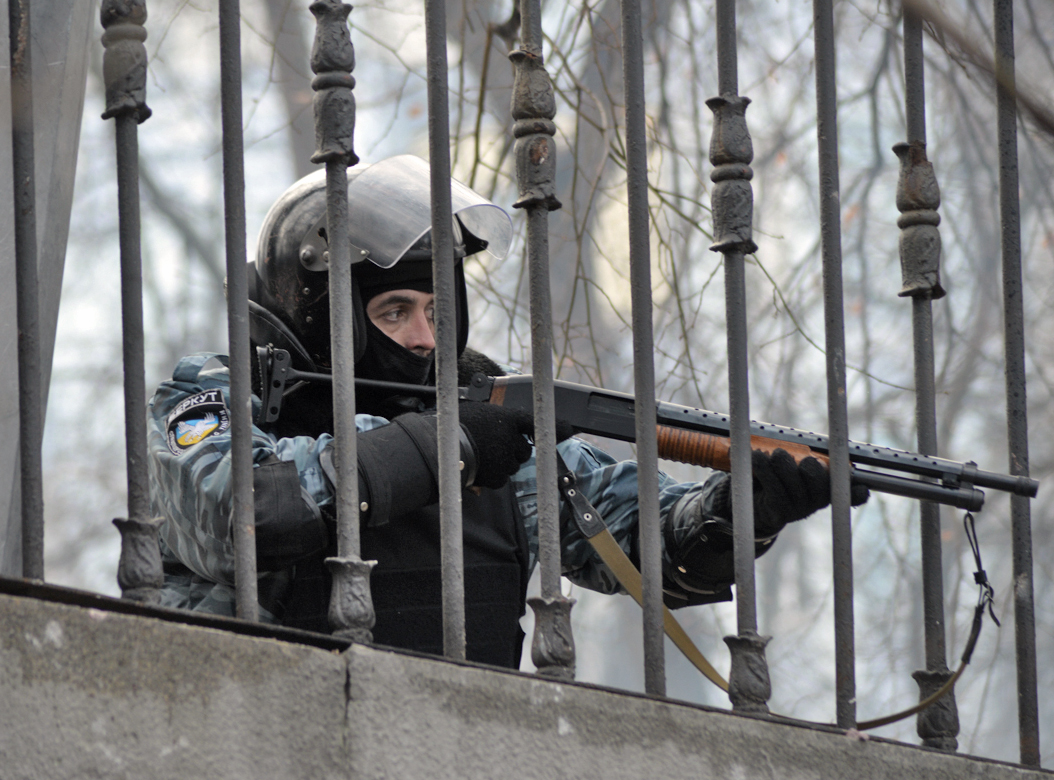
Poliziotto della Berkut punta il fucile sui manifestanti di Euromaidan